# Sitka National Historical Park
Pour les articles homonymes, voir Sitka.
Le Sitka National Historical Park est une aire protégée américaine à Sitka, en Alaska. Désigné monument national sous le nom de Sitka National Monument le 23 mars 1910, ce parc qui valorise la culture des Tlingits est inscrit au Registre national des lieux historiques le 15 octobre 1966 puis transformé en parc historique national le 18 octobre 1972. Il protège 45 ha administrés par le National Park Service.